# Aphycoides tenuis
Aphycoides tenuis är en stekelart som först beskrevs av Julius Theodor Christian Ratzeburg 1848.  Aphycoides tenuis ingår i släktet Aphycoides och familjen sköldlussteklar. Inga underarter finns listade i Catalogue of Life.